# Arteméter/lumefantrina
Arteméter/lumefantrina, que se vende con el nombre comercial de Coartem entre otros, es una combinación de dos fármacos: artemeter y lumefantrina. Se usa para tratar la malaria causada por Plasmodium falciparum que no se puede tratar con cloroquina.  Normalmente no se utiliza para prevenir la malaria.  Se administra por vía oral.
Los efectos secundarios comunes incluyen dolores musculares y articulares, fiebre, pérdida de apetito y dolor de cabeza. Los efectos secundarios graves incluyen síndrome de QT prolongado. Aunque no está bien estudiado, parece ser adecuada en el embarazo. No es necesario cambiar la dosis en pacientes con problemas renales o hepáticos leves o moderados.
La combinación empezó a usarse en 1992.  Ambos fueron desarrollados en China. Está en la Lista de Medicamentos Esenciales de la Organización Mundial de la Salud, una lista de medicamentos -unos 300, aproximnadamnente- efectivos y seguros que se necesitan para tratar las enfermedades más comunes en un sistema de salud.  El costo mayorista en el mundo en desarrollo oscila entre US$0,10 y 1,2 por día para el año 2014. No está disponible como un medicamento genérico y un ciclo de tratamiento cuesta entre US$100 y 200 en los Estados Unidos.

## Usos médicos
La combinación es un tratamiento eficaz y bien tolerado contra la malaria, que proporciona altas tasas de curación incluso en áreas de resistencia a múltiples medicamentos.

## Efectos secundarios
Coartem puede causar reacciones anafilácticas. El medicamento con frecuencia causa dolor de cabeza, mareos y anorexia, aunque en la mayoría de los casos se presenta de forma leve. Otros efectos secundarios bastante comunes (más del 3% de los pacientes) incluyen trastornos del sueño, tinnitus, temblor, palpitaciones, así como reacciones inespecíficas como vértigo, trastornos gastrointestinales, picazón y nasofaringitis.

## Interacciones
Los alimentos, en particular la grasa, mejoran la absorción de artemeter y lumefantrina, y se recomienda a los pacientes que tomen los comprimidos con alimentos tan pronto como se pueda tolerar una comida. Coartem tiene un potencial para prolongar el intervalo QT, por lo que las combinaciones con otros medicamentos que tienen esa propiedad pueden causar latidos cardíacos irregulares, lo que podría conducir a una fibrilación ventricular letal. La combinación con halofantrina, otro antipalúdico, puede causar una prolongación del QT potencialmente mortal.  Los fármacos y otras sustancias que influyen en la actividad de la enzima hepática CYP3A4, incluido el jugo de toronja, pueden aumentar o disminuir los niveles en sangre de arteméter/lumefantrina, según el tipo de sustancia. Esto puede provocar efectos secundarios más graves o reducir la eficacia.

## Historia
En 2001, se creó la primera terapia de combinación basada en artemisinina a dosis fijas para cumplir con los criterios de precalificación de la Organización Mundial de la Salud (OMS) para la eficacia, seguridad y calidad. Está aprobado en más de 80 países del mundo, incluidos varios países de África, así como Swissmedic, la Agencia Europea de Medicamentos (EMA) y la Agencia de Medicamentos y Alimentos de los Estados Unidos (FDA). 

## Sociedad y cultura

### Acceso al tratamiento
Coartem se proporciona sin fines de lucro a los países en desarrollo mediante subvenciones del Fondo Mundial de lucha contra el sida, la tuberculosis y la malaria, la Iniciativa contra la Malaria del Presidente de los Estados Unidos junto con otros donantes. Novartis ha reducido el precio de Coartem en un 50% desde 2001, aumentando el acceso a pacientes en todo el mundo. La primera reducción significativa de precios ocurrió en 2006, cuando el precio de Coartem disminuyó de un promedio de US$1,57 a 1,00. En 2006, debido a una mejora en la situación del suministro de artemisinina, el ingrediente natural, Novartis pudo llevar a cabo la escalada de fabricación más drástica de la industria farmacéutica de 4 millones de tratamientos en 2004 a 62 millones de tratamientos en 2006. Novartis y sus socios invirtieron fuertemente en la expansión de la capacidad de producción en sus instalaciones en China y en Suffern, Nueva York. Este aumento en la capacidad de producción aseguró que los suministros de Coartem cumplieran con la demanda, lo que permitió a Novartis reducir aún más el precio del medicamento. En abril de 2008, Novartis redujo aún más el precio del sector público de Coartem en un 20%, a un precio promedio de US$ 0,80 (o US$ 0,37 para el paquete de tratamiento para niños). Esta reducción de precios fue posible gracias a mejoras en la eficiencia de la producción. 
Antes de este programa, Novartis fue criticado por un caso judicial iniciado contra la India, en el que buscaba prohibir la comercialización de medicamentos genéricos baratos. Un tribunal indio falló en contra de Novartis y dijo que el caso era una "amenaza para las personas que padecen cáncer [...] y otras enfermedades que son demasiado pobres para pagarlas".

### Aprobación en los Estados Unidos
El 8 de abril de 2009, la Agencia de Mmedicamentos y Alimentos de los Estados Unidos (FDA) anunció que Coartem fue aprobado para el tratamiento de infecciones agudas no complicadas de malaria en adultos y niños que pesan al menos cinco kilogramos (aproximadamente 11 libras) convirtiéndose en la primera terapia combinada a base de artemisinina aprobada en los Estados Unidos. 

### Tableta dispersable
En enero de 2009, Novartis y Medicines for Malaria Venture (MMV) lanzaron Coartem en su versión dispersable Coartem Dispersable, una terapia de combinación basada en artemisinina desarrollada específicamente para niños con malaria. Coartem Dispersable contiene la misma proporción de arteméter y lumefantrina que Coartem, y funciona tan bien como otras formulaciones.  Las tabletas de Coartem Dispersable de sabor dulce se dispersan rápidamente en pequeñas cantidades de agua, facilitando la administración y asegurando una dosificación efectiva. 
Las tabletas de arteméter/lumefantrina están disponibles en Pakistán bajo el nombre comercial de Malagon AL por Chas.A.Mendoza y Artelum por W. Woodwards Pakistan. 